# Irgoli
Irgoli (sardinsky: Irgòli) je italská obec (comune) v provincii Nuoro v regionu Sardinie. Nachází se ve výšce 26 metrů nad mořem a má přibližně 2 200 obyvatel. Rozloha obce je 75,30 km².